# Jean Vialard-Goudou
Jean Vialard-Goudou (né le 30 août 1902 à Frontenac (Gironde), mort le 30 novembre 1970 à Castillon-la-Bataille (Gironde), est un médecin militaire, officier du corps de santé des troupes coloniales françaises, compagnon de la Libération (décret du 9 septembre 1942) au titre de son action dans la France libre.

## Biographie

### Jeunesse et formation
Fils de Jules-François Vialard-Goudou médecin de campagne à Frontenac, Mort pour la France le 5 septembre 1918, Jean Vialard-Goudou est pupille de la Nation. Il suit la voie paternelle en se destinant à la médecine et intègre l'École de santé navale de Bordeaux en 1922. Il se marie le 4 août 1927 avec Paulette Herment à Talence. Ayant choisi de servir dans le service de santé des troupes coloniales, il fait ensuite son stage d’application à l’École du Pharo à Marseille Il sert d’abord en Afrique équatoriale française (AEF) comme aide-major et séjourne à Brazzaville (Moyen-Congo). En 1932 il part en Indochine où il passe trois ans. En 1938, il revient en AEF et exerce à l'hôpital de Pointe Noire (Moyen-Congo) .

### Seconde Guerre mondiale
C'est là qu'il se trouve au moment de l'armistice du 22 juin 1940. Il décide de rallier les Forces françaises libres (FFL) dès août 1940.
En décembre 1940, il est nommé à l’Ambulance Hadfield-Spears et après un long voyage en bateau autour de l’Afrique, il rejoint les FFL en Palestine en avril 1941. Au moment de la campagne de Syrie en juin 1941, il est médecin-chef de la 1re division légère française libre (1reDLFL) sous les ordres du général Legentilhomme.
Après la dissolution de la 1re DLFL en août 1941), le médecin lieutenant-colonel Vialard-Goudou est affecté comme médecin-chef de la 1re Brigade française libre sous les ordres du général Koenig .
Il participe à la défense de Bir-Hakeim (27 mai-11 juin 1942), dont il est médecin-chef du camp, et il s'illustre par son courage et son dévouement à secourir les blessés. Il témoigne ainsi de sa dernière entrevue le 10 juin avec le général « Le général Kœnig, me dit à 9 heures : « Cette nuit on sort au travers des lignes ennemies et on rejoint les Anglais. On emmène tous les blessés, donc, aucun médecin ne reste. On vous fournira des camions puisque presque tous vos sanitaires sont démolis ». – Bien, Mon Général. Claquement de talons. Salut. – Adieu, mon fils, je compte sur vous. – Bien sûr, Mon Général. »
Dans la nuit du 10 au 11 juin au cours de la sortie de vive force, il réussit à sauver la totalité de ses 250 blessés, faisant charger et décharger les blessés au fur et à mesure de la destruction des véhicules,. Il prend part ensuite à la seconde bataille d’El Alamein en octobre 1942 puis à la campagne de Tunisie en mai et juin 1943. Accidenté il ne reprend du service qu’au début de 1944 à l'hôpital Maillot à Alger. Il rejoint la 1re armée française à Naples en prévision du débarquement de Provence et devient médecin-chef des unités non endivisionnées.
Fin novembre 1944, il est désigné pour réorganiser et rouvrir l'École d'application du service de santé des troupes coloniales à Marseille.

### Après-guerre
En 1947 il part pour l'Indochine d'où il est rapatrié sanitaire au bout d'un an. En 1950 il est à Saïgon ; de nouveau rapatrié, il est affecté à l'hôpital Robert Picqué à Villenave-d'Ornon. Il prend sa retraite en 1959.
Jean Vialard-Goudou meurt le 30 novembre 1970 dans un accident de voiture à Castillon-la-Bataille. Il a été inhumé à Bellefond (Gironde) en Gironde.

## Décorations
- Officier de la Légion d'honneur
- Compagnon de la Libération - décret du 9 septembre 1942
- Croix de guerre 1939–1945 avec palme
- Médaille coloniale avec agrafes « Bir-Hakeim », « Libye »
- Médaille commémorative des services volontaires dans la France libre

## Hommage
Une rue de Bordeaux est dénommée « Rue du Médecin Colonel Jean Vialard-Goudou ».
Le nom du Médecin Colonel Jean Vialard-Goudou a été attribué à la promotion d'élèves officiers de 2005 de l'École du service de santé des armées de Bordeaux.